# 瓦耶孔特
瓦耶孔特（法語：Voillecomte，法語發音：[vwajkɔ̃t]）是法国上马恩省的一个市镇，属于圣迪济耶区。

## 地理
瓦耶孔特（48°30'21"N, 4°51'54"E）面积14.44 平方千米，位于法国大東部大區上马恩省，该省份为法国东北部内陆省份，北起马恩省和默兹省，西接奥布省，西南接科多尔省，东南接上索恩省，东临孚日省。
与瓦耶孔特接壤的市镇（或旧市镇、城区）包括：弗朗帕、拉讷维尔阿雷米、卢沃蒙、拉波特迪代尔、瓦西。

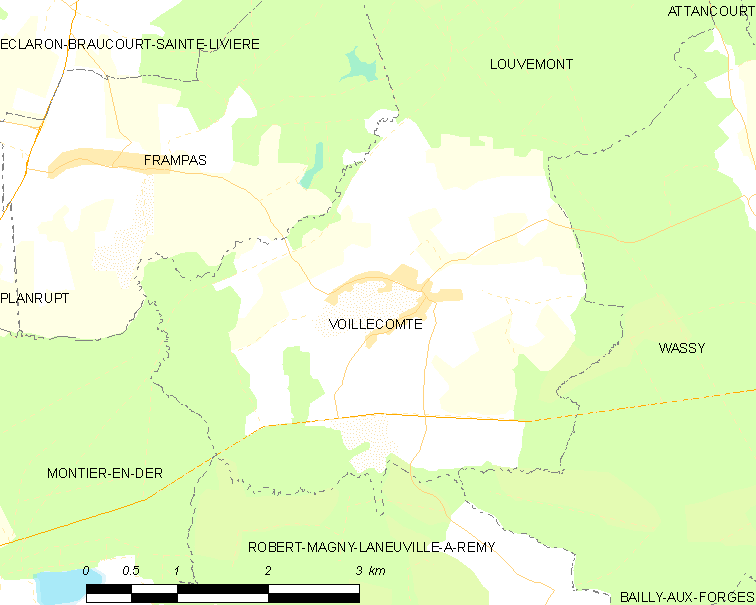
瓦耶孔特的OSM定位图

瓦耶孔特的时区为UTC+01:00、UTC+02:00（夏令时）。

## 行政
瓦耶孔特的邮政编码为52130，INSEE市镇编码为52543。

## 政治
瓦耶孔特所属的省级选区为瓦西县。

## 人口

1962-2008年间瓦耶孔特人口变化图示

瓦耶孔特于2022年1月1日时的人口数量为515人。